# Bananowy czubek
Bananowy czubek (ang. Bananas) – amerykański film komediowy z 1971 w reżyserii Woody’ego Allena.